# Ghiacciaio Shanklin
Il Ghiacciaio Shanklin  (in lingua inglese: Shanklin Glacier) è uno ghiacciaio antartico che si origina dal Monte Waterman, nell'Hughes Range, catena montuosa che fa parte dei Monti della Regina Maud, in Antartide. Il ghiacciaio fluisce in direzione sudest e va a terminare il suo percorso nel Ghiacciaio Muck, in un punto situato 8 km a ovest del Ghiacciaio Ramsey.
La denominazione fu assegnata dall'Advisory Committee on Antarctic Names (US-ACAN) in onore di David M. Shanklin,  aiutante-capo dell'U.S. Army Aviation Detachment che fornì supporto alla Texas Tech Shackleton Glacier Expedition, nel 1964-65.